# Куп домаћих нација 1939.
Куп домаћих нација 1939. (службени назив: 1939 Home Nations Championship) је било 52. издање овог најелитнијег репрезентативног рагби такмичења Старог континента. а 35. издање Купа домаћих нација.
Био је ово последњи куп у коме није учествовала Француска. 6 рагбиста који су играли утакмице ове последње предратне сезоне, изгубиће животе у великом светском конфликту. Прво место су поделили Велс, Ирска и Енглеска.

## Такмичење
Енглеска - Велс 3-0
Велс - Шкотска 11-3
Енглеска - Ирска 0-5
Ирска - Шкотска 12-3
Ирска - Велс 0-7
Шкотска - Енглеска 6-9

## Табела
|   | Селекција                     | ИГ | Д | Н | И | ПД | ПП | ПР  | Б |  |
| - | ----------------------------- | -- | - | - | - | -- | -- | --- | - |  |
| 1 | Рагби репрезентација Велса    | 3  | 2 | 0 | 1 | 18 | 6  | +12 | 4 |  |
| 1 | Рагби репрезентација Ирске    | 3  | 2 | 0 | 1 | 17 | 10 | +7  | 4 |  |
| 1 | Рагби репрезентација Енглеске | 3  | 2 | 0 | 1 | 12 | 11 | +1  | 4 |  |
| 4 | Рагби репрезентација Шкотске  | 3  | 0 | 0 | 3 | 12 | 32 | -20 | 0 |  |